# Elmley Castle
Elmley Castle – wieś w Anglii, w hrabstwie Worcestershire, w dystrykcie Wychavon. Leży 19 km na południowy wschód od miasta Worcester i 145 km na północny zachód od Londynu. Miejscowość liczy 497 mieszkańców.